# 장삼풍

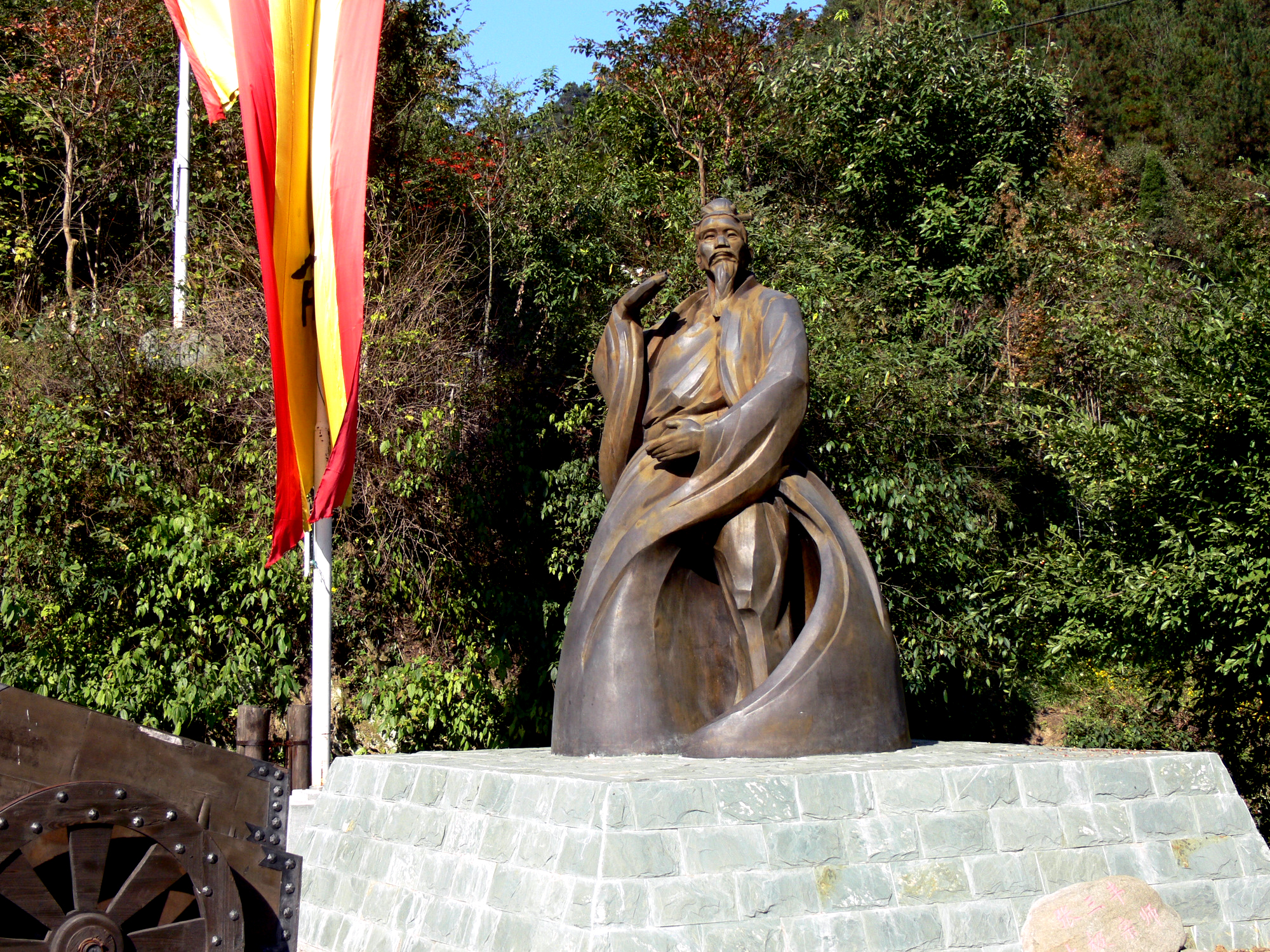
우당산에 위치한 장삼풍 동상

장삼풍(중국어 간체자: 张三丰, 정체자: 張三豊, 병음: Zhāng Sānfēng 장싼펑[*])은 원나라와 명나라 당시의 무술가이자 도교 사상가이다. 도교의 사상을 발전시켜, 무당파를 만들었다. 태어난 시기가 정확하게 밝혀지지 않았으며, 1247년생으로 추정되고 있다. 하계 올림픽 시범 종목인 우슈의 태극권을 창시했다고 알려져 있다.

## 의천도룡기
넷플릭스 의천도룡기 2019에서는, 장삼풍이 명나라 건국과 관련된 스토리가 나온다. 14세기 명나라를 건국한 주원장은 명교의 교도였고, 그래서 명나라라고 이름을 지었다고 한다. 명교 제34대 교주 장무기는 어릴 적부터 평생 동안 장삼풍과 인연이 있다고 한다. 주원장은 장무기 밑의 교도였다.
무당파의 장삼풍 밑에는 무당칠협이라는 7명의 제자가 있었는데, 장무기는 그 중 다섯째인 장취산의 아들이라고 한다.

## 같이 보기
- 무당파 (도교)
- 도교
- 육룡이 나르샤